# Hopewell Rocks Provincial Park

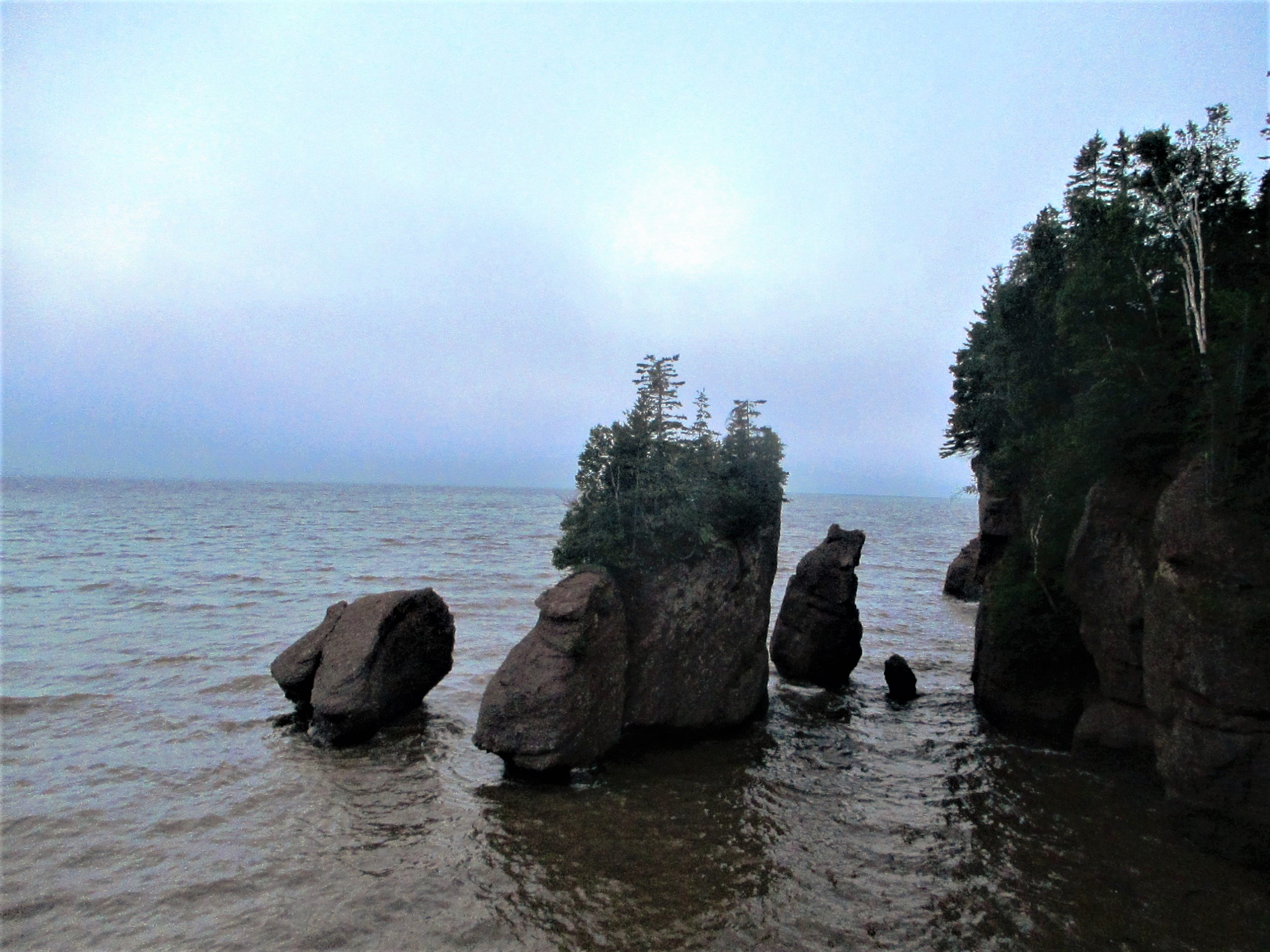

Hopewell Rocks Provincial Park (före 2012 The Rocks Provincial Park) är en provinspark i  New Brunswick i Kanada.  Den ligger i Albert County i östra delen av provinsen, cirka 3 mil sydöst om staden Moncton. 